# 和田喜久夫
和田喜久夫（日语：／ Wada Kikuo，1951年3月1日—2025年5月8日），日本男子摔跤运动员。他曾代表日本参加1972年夏季奥林匹克运动会摔跤比赛，获得一枚银牌。他也曾参加1970年亚洲运动会。